# Antonio Dionisi
Antonio Dionisi (Pietracamela, 29 aprile 1866 – Salice Terme, 19 settembre 1931) è stato un medico, patologo, batteriologo, igienista, parassitologo e professore universitario italiano che si occupò particolarmente degli agenti patogeni della malaria.

## Vita

### Formazione

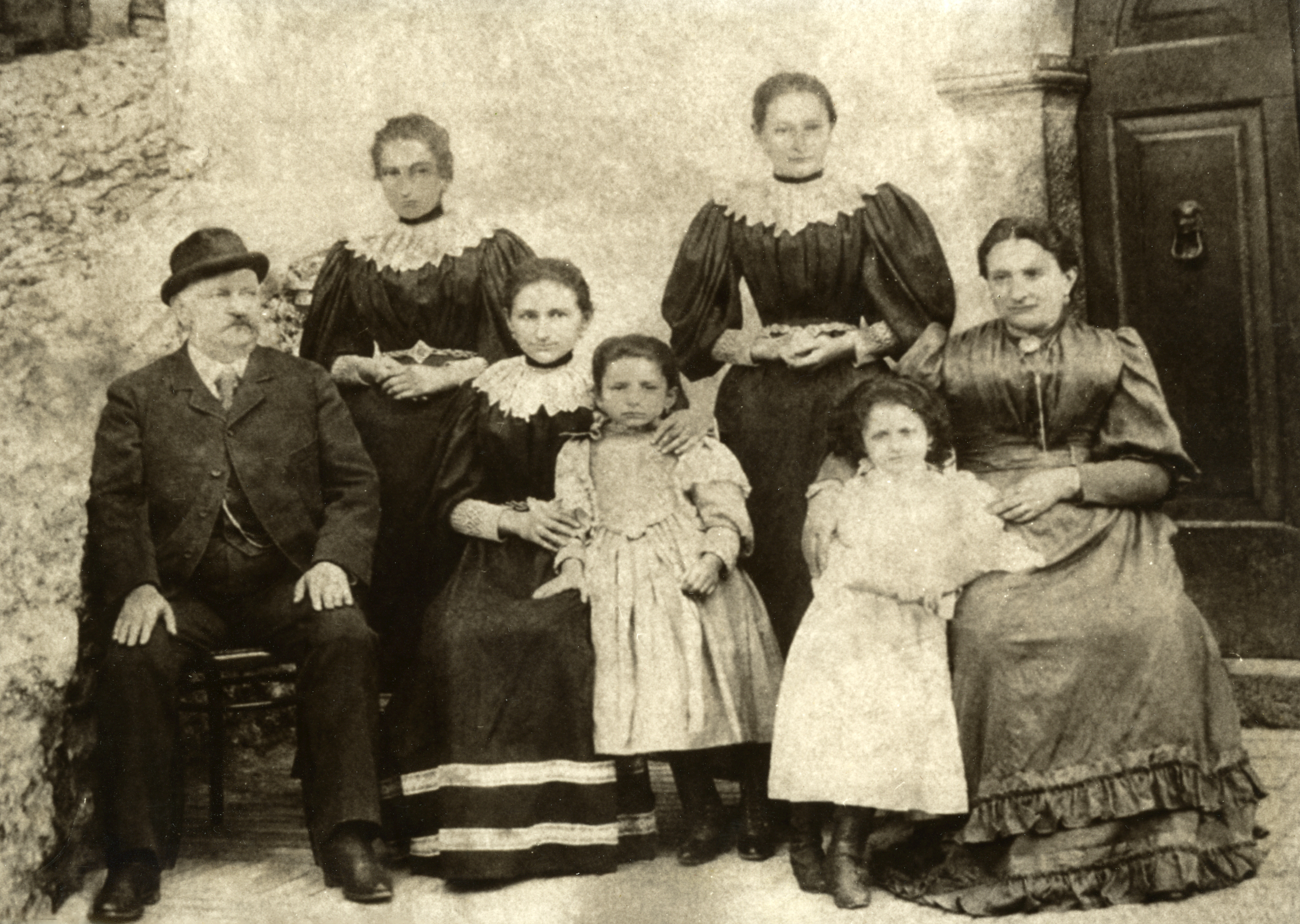
La famiglia di Antonio Dionisi

Dionisi era figlio di Francesco Dionisi, medico condotto e ufficiale sanitario di Pietracamela, e di Enrica Tauri di Isola del Gran Sasso d'Italia. Compì gli studi scolastici presso il convitto statale Domenico Cirillo di Bari. Studiò poi medicina e chirurgia presso l'Università La Sapienza di Roma fino al 1890. Scrisse la sua tesi di laurea sul tema dell'infezione malarica e gli valse il Premio Girolami, del valore di 500 lire.

### Professione
Dopo aver completato gli studi, Dionisi lavorò come assistente patologo presso l'Istituto di Studi Superiori di Firenze. Nel 1891 vi studiò le proprietà dei microrganismi patogeni con Alessandro Lustig Piacezzi, con particolare attenzione alla biochimica dei batteri. Successivamente Dionisi ritornò a Roma e lavorò come assistente volontario presso la Cattedra di Anatomia Patologica diretta da Ettore Marchiafava dal 1891 al 1892. Fu anche assistente medico nel 1891 e direttore degli Ospedali Riuniti (Pio Istituto di Santo Spirito e Ospedali Riuniti) nel 1896.
Dal 1892 al 1903 fu prosettore presso la Cattedra di Anatomia Patologica, inoltre, 1899 al 1900, Dionisi diresse la stazione antimalarica di Maccarese. Nel 1900 Dionisi venne insignito della Medaglia al Merito dalla città di Roma per i suoi meriti nella lotta contro la malaria. Nel 1901 completò la sua abilitazione con una tesi sulla malaria nei pipistrelli e sui suoi agenti patogeni, identificati attraverso studi di laboratorio. Nel 1904 fu nominato professore associato di anatomia patologica e capo dipartimento presso l'Università di Modena e Reggio Emilia. Nel 1907 vi divenne professore ordinario. Nel 1910 passò all'Università di Palermo come professore ordinario di anatomia patologica. Nel 1922 Dionisi succedette al suo maestro Ettore Marchiafava ottenendo la cattedra di anatomia patologica dell'Università di Roma.

### Servizio militare nella prima guerra mondiale
Durante la Prima guerra mondiale, Dionisi si arruolò volontario come consulente contro la malaria presso la 3ª Armata dal 1915 al 1918. Lavorò negli ospedali da campo e insegnò all'Università Castrense di San Giorgio di Nogaro. Nel 1917 ricevette la medaglia d'argento al valore e due croci al merito di guerra per il suo impegno a favore delle truppe.

## Interessi di ricerca
Dionisi ha condotto ricerche nel campo delle malattie infettive, del loro impatto sociale e della prevenzione delle malattie, in particolare nel campo della malaria. Ha studiato la connessione tra le ghiandole e la secrezione interna e l'importanza del sistema reticoloistiocitario in varie malattie. Ha studiato le proprietà biologiche dei parassiti e le alterazioni del sangue causate dalla malaria. Ha scoperto che non esiste alcuna connessione tra la malaria umana e quella dei pipistrelli e che la zanzara anofele trasmette i parassiti della malaria agli esseri umani. Ha studiato gli effetti del chinino nel trattamento della malaria. Ha anche sviluppato misure igieniche per prevenire la malaria. Nelle sue pubblicazioni sul tema della malaria, Dionisi denunciò le misere condizioni di vita dei braccianti agricoli e delle loro famiglie. A tal fine propose di istituire in ogni provincia malarica un ufficio tecnico per la prevenzione della malaria, composto da un medico specialista, uno zoologo, un ingegnere idraulico e un agricoltore. Dionisi condusse ricerche in tutti gli ambiti dell'anatomia patologica, dalla patologia del sangue e dell'emopoiesi a quella delle vie respiratorie , del sistema nervoso e dell'apparato digerente . Ha pubblicato articoli sulla leishmaniosi, la poliomielite, la siringomielia, la polmonite, l'ittero e la nefropatia.

## Altre adesioni e premi
Dionisi fu membro corrispondente dell'Accademia Nazionale dei Lincei. Dal 1923 fu presidente onorario dell'associazione alpinistica Aquilotti del Gran Sasso. Nel 1929 fu nominato Accademico d'Italia.

## Pubblicazioni (selezione)
- Parassiti del sangue nella malaria , settimanale medico tedesco, volume:26 numero:28 anno:2009 pagine: 459–459, OCLC 1189066151
- Un parassita dei globuli rossi in una specie di pipistrello , Moleschott' Investigations into Natural Science XVI
- Malattie del fegato e della milza , Roma: V. Ferri, 1928, OCLC 46871735
- Anatomia patologica della malaria insieme a G Lazzaro, Roma, staff. tipo-litografico V. Ferri, 1927, OCLC 610265890
- Anatomia patologica delle "nefropatie" , Roma: Bucciarelli, Socrate; Libreria internazionale degli istituti universitari, OCLC 898524377
- La difesa contro la malaria , Milano: Ravà & C., 1915, OCLC 953783785
- Il concetto di malattia , Modena, 1907, OCLC 79658430
- La Malaria di Maccarese dal marzo 1899 al febbraio 1900 in Atti della Società per gli Studi della Malaria , III, 1902, pp. 5–6
- I parassiti endoglobulari dei pipistrelli , R. acad. D. Lincei. Rendic. classe di sci. fis. ser. 5, v. 7, punto 2, pag. 254-258. Roma, 1898, OCLC 702359911
- A parassita del globulo rosso in una specie di pipistrello (Miniopterus Schreibersii Kuhl) , Roma: Rome R. accad. D. Lincei., 1898, OCLC 1026995749